# 104210 Leeupton
104210 Leeupton este un asteroid din centura principală de asteroizi.

## Descriere
104210 Leeupton este un asteroid din centura principală de asteroizi. A fost descoperit pe 10 martie 2000 la Socorro, New Mexico, în cadrul proiectului LINEAR. Asteroidul prezintă o orbită caracterizată de o semiaxă mare de 2,81 ua, o excentricitate de 0,14 și o înclinație de 10,7° în raport cu ecliptica.